# Антошкин (Астраханская область)
Антошкин — упразднённый хутор в Енотаевском районе Астраханской области России. Входил в состав Табун-Аральского сельсовета. Исключён из учётных данных в 2013 году.

## География
Хутор располагался на правом берегу реки Волга, на берегу залива Чулковский, в 5,5 км (по прямой) к северо-востоку от села Ленино, центра сельского поселения. Климат умеренный, резко континентальный. Характеризуется высокими температурами летом и низкими — зимой, малым количеством осадков, а также большими годовыми и летними суточными амплитудами температуры воздуха.

## История
Упразднён хутор 26 июля 2013 года

## Население
| 2002 | 2010 |
| ---- | ---- |
| 0    | →0   |